# Radio Soft
Radio Soft blev startet af Radio 100FM, 20. november 2006 som Radio 100 Jul, der blev udsendt landsdækkende på DAB samt i Københavnsområdet på FM 95.0, den lokalradiofrekvens, der blev benyttet af Sky Radio frem til dennes lukning året før.
Den 26. december 2006 erstattedes Radio 100 Jul med kanalen Radio 100 Soft, en station, der også dette år ved juletid sendte julemusik.
1. maj 2008 blev Radio 100 Soft relanceret med navnet Radio Soft. I julen 2008 stod den igen på julemusik.
Igennem årene har stationen udvidet sit sendenet, så den nu dækker en stor del af Sjælland.
I 2012 købte SBS Radio, som tilhørte ProSiebenSat.1 Media, Radio 100 og dermed også Radio Soft og søsterkanalen Radio Klassisk  SBS Radio kom i 2015 under Bauer Media Danmark, et datterselskab af tyske Bauer Media Group.

## Frekvenser
| Sendefrekvens | Landsdel, by eller område |
| ------------- | ------------------------- |
| 101,8         | København                 |
| 95,0          | Storkøbenhavn             |
| 104,2         | Fyn                       |
| 96,9          | Aarhus                    |
| 104,4         | Aalborg                   |
| 99,1          | Roskilde                  |
| 104,6         | Nykøbing Falster          |
| 105,7         | Køge                      |
| 107,1         | Slagelse                  |
| 104,5         | Næstved                   |
| 107,8         | Hillerød                  |
| 107,7         | Midtsjælland              |